# Іванюк Ілля Дмитрович
Ілля Дмитрович Іванюк (рос. Илья Дмитриевич Иванюк, нар. 9 березня 1993) — російський легкоатлет, який спеціалузіється в стрибках у висоту, чемпіон Європи серед молоді, призер чемпіонатів савіту та Європи.
У зв'язку з допінговим скандалом у Всеросійській федерації легкої атлетики, виступає на міжнародних змаганнях в статусі «допущеного нейтрального атлета».
На світовій першості-2019 в Досі здобув «бронзу» в стрибках у висоту.